# Canton de Vigny
Le canton de Vigny est une ancienne division administrative française, située dans le département du Val-d'Oise et la région Île-de-France.

## Histoire
Le canton de Vigny, qui comprend dix-huit communes, a été détaché du canton de Marines au moment de la création du département du Val-d'Oise en 1967. Mais cette opération n'a constitué qu'un retour à l'état des choses initial, car le canton de Vigny avait existé (avec un autre découpage) de 1793 à 1801.

## Représentation
| Période | Période | Identité          | Étiquette      | Qualité |
| ------- | ------- | ----------------- | -------------- | --- |
| 1967    | 2001    | Yves de Kervéguen | RI puis UDF-PR | Gérant d'immeubles Député (1958-1962 et 1973-1978) Maire de Vigny (1953-2007) Conseiller général du canton de Marines (1958-1967) |
| 2001    | 2015    | Guy Paris         | DVD            | Cadre Maire de Sagy |

## Composition
Le canton de Vigny comprenait dix-huit communes jusqu'en mars 2015 :
| Nom                   | Code Insee | Intercommunalité | Superficie (km2) | Population (dernière pop. légale) | Densité (hab./km2) |
| --------------------- | ---------- | ---------------- | ---------------- | --------------------------------- | ------------------ |
| Vigny (chef-lieu)     | 95658      | CC Vexin Centre  | 6,56             | 1 077 (2014)                      | 164                |
| Ableiges              | 95002      | CC Vexin Centre  | 8,03             | 1 071 (2014)                      | 133                |
| Avernes               | 95040      | CC Vexin Centre  | 17,15            | 793 (2014)                        | 46                 |
| Cléry-en-Vexin        | 95166      | CC Vexin Centre  | 5,10             | 422 (2014)                        | 83                 |
| Commeny               | 95169      | CC Vexin Centre  | 5,49             | 430 (2014)                        | 78                 |
| Condécourt            | 95170      | CC Vexin Centre  | 6,94             | 586 (2014)                        | 84                 |
| Courcelles-sur-Viosne | 95181      | CC Vexin Centre  | 3,61             | 291 (2014)                        | 81                 |
| Frémainville          | 95253      | CC Vexin Centre  | 5,61             | 474 (2014)                        | 84                 |
| Gadancourt            | 95259      | CC Vexin centre  | 4,68             | 84 (2014)                         | 18                 |
| Gouzangrez            | 95282      | CC Vexin Centre  | 0,77             | 173 (2014)                        | 225                |
| Guiry-en-Vexin        | 95295      | CC Vexin Centre  | 6,16             | 176 (2014)                        | 29                 |
| Longuesse             | 95348      | CC Vexin Centre  | 8,50             | 533 (2014)                        | 63                 |
| Montgeroult           | 95422      | CC Vexin Centre  | 4,97             | 408 (2014)                        | 82                 |
| Le Perchay            | 95483      | CC Vexin Centre  | 5,46             | 566 (2014)                        | 104                |
| Sagy                  | 95535      | CC Vexin Centre  | 10,53            | 1 137 (2014)                      | 108                |
| Seraincourt           | 95592      | CC Vexin Centre  | 11,28            | 1 299 (2014)                      | 115                |
| Théméricourt          | 95610      | CC Vexin Centre  | 7,58             | 278 (2014)                        | 37                 |
| Us                    | 95625      | CC Vexin Centre  | 10,98            | 1 312 (2014)                      | 119                |

## Démographie
| 1968  | 1975  | 1982  | 1990  | 1999   | 2006   | 2011   | 2012   |
| ----- | ----- | ----- | ----- | ------ | ------ | ------ | ------ |
| 6 584 | 7 336 | 8 770 | 9 780 | 10 483 | 10 828 | 10 978 | 10 990 |